# Ippodromo del Mirabello
L'ippodromo del Mirabello era un ippodromo collocato all'interno del Parco di Monza, nell'area compresa fra le ville Mirabello e Mirabellino.

## Storia e caratteristiche
Venne inaugurato nel 1924, il progetto era dell'architetto Paolo Vietti Violi, che aveva anche diretto i lavori di costruzione, durati due anni. Disponeva di due piste da corsa (lunghe l'una 1.800 metri, l'altra 2.200) e di due tribune da 1.500 posti, anch'esse progettate da Vietti Violi in uno stile Liberty informale ma estremamente elegante. Furono realizzate in legno, sul modello degli ippodromi tipici della Belle Époque.
Le corse che venivano disputate, pur non eguagliando per spessore tecnico quelle disputate a Milano, venivano particolarmente seguite nel corso degli anni venti e degli anni trenta dall'aristocrazia e dall'alta borghesia, che vedevano in questo sport un piacevole passatempo mondano. Fra gli anni trenta e gli anni quaranta, il regista Luchino Visconti fu su queste piste fantino dilettante, oltre che allenatore e allevatore.
Il 1976 fu l'anno della chiusura, e l'ultima corsa disputata fu il Grande Cross Country.
Nel 1990 un incendio distrusse ciò che rimaneva delle tribune in legno, che vennero in seguito demolite insieme alle stalle.

## Problematiche ambientali
Collocato fra la villa Mirabello e la villa Mirabellino, l'ippodromo si inseriva in un delicato equilibrio paesaggistico, già fortemente compromesso nel 1922 con la realizzazione dell'autodromo. Il forte impatto ambientale che quest'ultimo aveva prodotto, aveva portato all'introduzione di norme altamente restrittive sulle nuove edificazioni all'interno del parco, volte a garantire una maggiore attenzione per il paesaggio e per il patrimonio arboreo preesistente. Rispetto alle polemiche che avevano accompagnato la realizzazione dell'autodromo, nel 1922, l'intervento che vide la realizzazione dell'ippodromo venne infatti giudicato più piacevole e compatibile col contesto in cui si inseriva. Il giudizio molto probabilmente derivava anche dal relativo impatto che questo poteva avere sul sistema complessivo del parco, all'interno del quale si affacciava con architetture comunque eleganti e "leggere" (visto l'uso del legno).

### Il viale dei Carpini

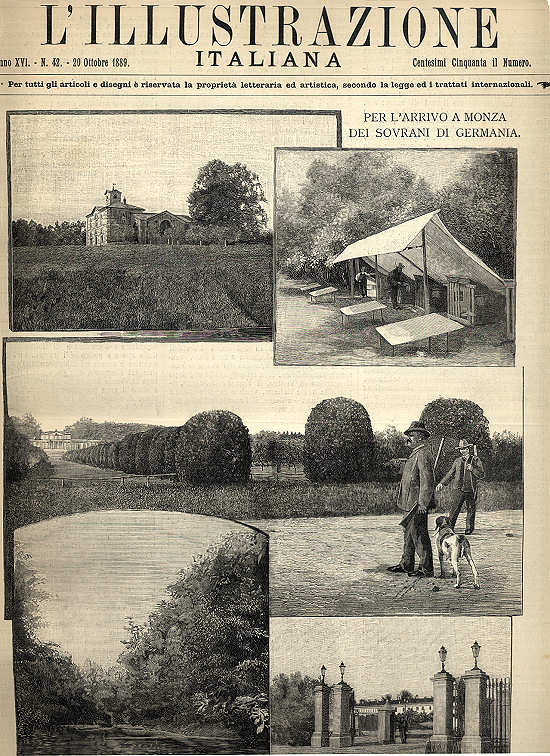
Scorci del parco, col viale dei Carpini

In realtà l'inserimento dell'ippodromo in quello che da molti era considerato il vero e proprio cuore del parco, stravolse completamente il delicato equilibrio paesaggistico caratterizzato dalle diverse quote fra il Mirabello, il Mirabellino e le sponde del Lambro e dallo storico cannocchiale prospettico del viale dei Carpini. Quest'ultimo, che univa il Mirabello al Mirabellino, forse proprio per la maggiore attenzione al paesaggio e al parco che fu riservata nella costruzione dell'ippodromo, era stato in un primo momento risparmiato, mantenendosi quasi intatto all'interno del primo progetto. Tuttavia i problemi di visibilità che costituiva per le tribune, ne comportarono ugualmente la distruzione.
Malgrado la decennale chiusura degli impianti, il suo ripristino avvenne solamente negli ultimi anni.

### Curiosità
È possibile vederlo nel film Asso del 1981: durante l'incontro tra Asso (Adriano Celentano) ed Enrichetta (Sylva Koscina).

## Galleria d'immagini

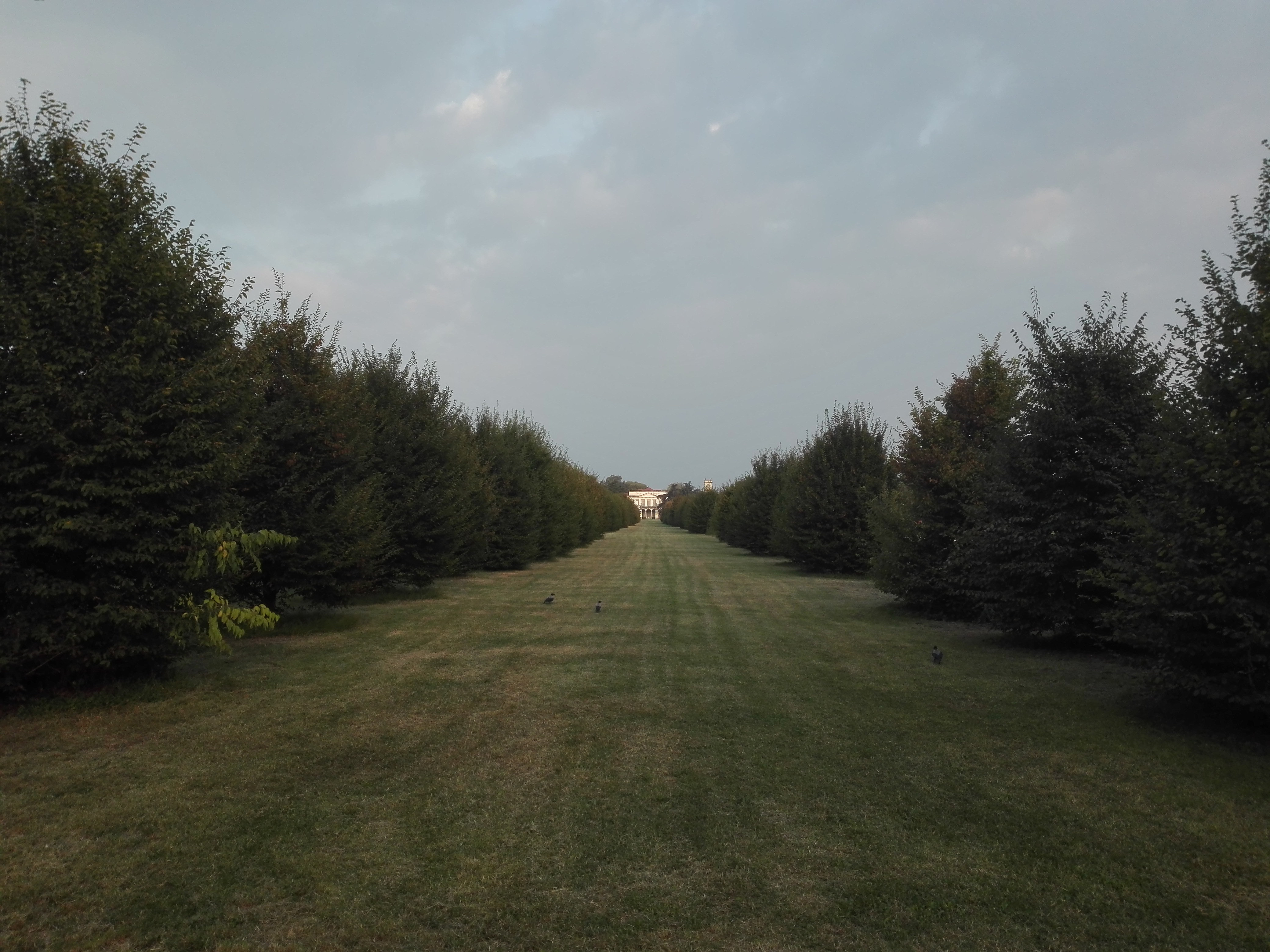
Il viale dei Carpini, ripristinato